# Проявитель ПВ-4
Проявитель ПВ-4 (проявитель Богданова) — мелкозернистый выравнивающий метол-гидрохиноновый проявитель для чёрно-белых фотоматериалов, действующий по принципу «голодного проявления». Позволяет увеличивать светочувствительность, выравнивает контраст изображения.
Водный раствор проявителя содержит малое количество проявляющих веществ (метол и гидрохинон), ускоряющее вещество (гидроксид натрия), сохраняющее вещество (сульфит натрия) и противовуалирующее вещество (бромид калия).
Принцип выравнивающего проявления состоит в том, что процесс происходит быстро в сильно экспонированных частях изображения, но и быстро заканчивается из-за истощения проявляющих веществ. В слабо экспонированных же частях проявление происходит дольше, в результате чего эти части изображения хорошо прорабатываются.
Время проявления при температуре +20 °C — 10-24 минут. Чем дольше проявление, тем ниже контраст изображения.
Проявитель истощается быстро, поэтому к повторному применению непригоден. Также плохо хранится из-за наличия едкой щёлочи (гидроксида натрия).

## Состав
1. Метол — 0,25 г
2. Сульфит натрия безводный — 25 г
3. Гидрохинон — 0,25 г
4. Гидроксид натрия — 0,66 г
5. Бромид калия — 6 г
6. Вода до 1 л